# Conselho Militar Geral dos Revolucionários Iraquianos
Conselho Militar Geral dos Revolucionários Iraquianos (em árabe: المجلس العسكري العام لثوار العراق al-Majlis al-‘Askari al-‘Āmm li-Thuwwār al-‘Irāq)  é um grupo militante ba'atista ativo no Iraque liderado por líderes políticos e militares da era Saddam Hussein.  Tem sido descrito pela Al Jazeera como "um dos principais grupos" na Guerra Civil iraquiana.
O Conselho iniciou a sua insurgência contra o governo iraquiano em janeiro de 2014 como um comando unificador aos antigos manifestantes sunitas da Primavera Árabe que o governo de Nouri al-Maliki vinha reprimindo desde 2012.  Os indivíduos associados ao Conselho Militar dos Revolucionários Iraquianos declararam que dispõe de um comando central e "as pegadas de um exército profissional", que segue as regras do protocolo das Convenções de Genebra, bem como reivindica ser não-sectário e buscando uma "solução democrática" para a crise iraquiana.  O Conselho Militar dos Revolucionários Iraquianos anunciou a sua oposição à influência iraniana no Iraque e o papel que o Exército dos Guardiães da Revolução Islâmica tem desempenhado com as forças de segurança iraquianas. 
O Carnegie Endowment for International Peace caracterizou o Conselho Militar dos Revolucionários Iraquianos como uma organização de fachada do Partido Baath Socialista Árabe do Iraque